# Toni Ordinas
Toni Ordinas, nome completo Antonio Ordinas Pou (Palma di Maiorca, 1974), è un allenatore di calcio ed ex calciatore spagnolo.

## Carriera

### Giocatore
Ordinas ha giocato con la maglia dello Llosetense dal 1987 al 1999.

### Allenatore
A seguito della separazione tra lo Stabæk e l'allenatore Billy McKinlay, Ordinas è stato nominato al suo posto come tecnico della squadra in data 8 luglio 2016. Il 10 luglio ha quindi affrontato la sua prima partita da allenatore della squadra, vinta per 1-2 sul campo del Lillestrøm. Il 22 novembre successivo ha rinnovato l'accordo con lo Stabæk, diventando tecnico della squadra su basi permanenti per i successivi due anni.
Il 27 giugno 2018 è stato sollevato dalla guida tecnica dello Stabæk.
Dal 2019 è il responsabile del reparto dello sviluppo dei calciatori nel Lillestrøm.